# Ines Schweizer
Ines Schweizer (* 1. Januar 1982) ist eine ehemalige Schweizer Biathletin und Skilangläuferin, die für den RG Churfirsten startete.

## Werdegang
Schweizer bestritt zwischen 1999 und 2004 mehr als 40 internationale Skilanglaufrennen, vor allem Continental-Cup- und FIS-Rennen. Den Durchbruch schaffte sie in der Sportart nicht, doch konnte sie sich mehrfach gut platzieren.
Ihre ersten internationalen Einsätze im Biathlon-Europacup hatte Schweizer in der Saison 2003/04 in Ridnaun, wo sie 44. des Sprints wurde. Einige Zeit später gewann sie als 28. eines Sprintrennens in Meribel erste Punkte. Am Gurnigel erreichte sie mit einem 16. Platz im Sprint und Rang 17 im Verfolgungsrennen ihre besten Platzierungen. Ihre letzten internationalen Einsätze hatte sie in der Saison 2004/05 in Garmisch-Partenkirchen.
Bei den Schweizer Meisterschaften im Biathlon 2005 gewann Schweizer einen kompletten Medaillensatz. Nachdem sie sich im Sprint noch Selina Gasparin und Caroline Kilchenmann hatte geschlagen geben müssen, gewann sie im Massenstartrennen ihren einzigen nationalen Meistertitel. Im Einzel wurde sie Zweite hinter Kilchenmann. 2006 gewann sie hinter Gasparin und Kilchenmann nochmals Bronze im Massenstartrennen.